# Diocèse orthodoxe albanais d'Amérique
Le diocèse orthodoxe albanais d'Amérique est une juridiction de l'Église orthodoxe aux États-Unis dont le siège est à Las Vegas au Nevada et rattachée canoniquement au Patriarcat œcuménique de Constantinople. Le primat porte le titre d'Évêque de Philomelion.
Le diocèse est membre de la Conférence permanente des Évêques orthodoxes canoniques des Amériques.
Le diocèse albanais du Patriarcat œcuménique n'est pas la seule juridiction orthodoxe albanaise en Amérique du Nord. L'Église orthodoxe en Amérique compte aussi un archidiocèse albanais avec 14 paroisses.

## Organisation
Le diocèse compte deux paroisses[Lesquelles ?].